# Меморіал Василю Сліпаку

Меморіал Василю Сліпаку

Меморіал Василю Сліпаку — встановлений у серпні 2019 поблизу селища Луганське у Бахмутському районі Донецької області.
16 серпня 2019 року командування 30-ї окремої механізованої бригади імені князя Костянтина Острозького разом з художником-волонтером Ганжою Олегом Володимировичем, за сприяння волонтерів Хрипуна Олега Олексійовича, голови Північного апеляційного господарського суду, та Гаврилюка Олександра Миколайовича, встановили меморіал поблизу селища Луганське Бахмутського району Донецької області.. Проєктування, виготовлення — художник Олег Ганжа, Володимир Ганжа.
Із початком вторгнення знищений 28 лютого 2022 року російськими окупантами. Відновили воїни 30 окремої механізованої бригади ім. князя Костянтина Острозького
7 березня 2022 року меморіал знищено вдруге.
17 березня 2022 року українські захисники відновили меморіал.
10 липня 2022 року російські окупанти та колаборанти знищили меморіал втретє.
Своє обурення фактом варварського знищення окупантами пам'ятника висловили Світовий Конґрес Українців, Раса Юкнявічене, литовський політик, сенаторка Сейму Литовської Республіки, сенаторка із Франції Мелані Фогель, представниця Франції у Європейському парламенті і співголова Європейської партії зелених, Рафаель Глюксманн, європейська музична спільнота, а саме: Classic FM, OperaWire.